# Carl Andersen (homme politique)
Carl Andersen, né le 27 janvier 1995 à Rødding (Danemark), est un homme politique danois, membre de l'Alliance libérale. Il est membre du Folketing depuis 2024.

## Biographie
Il est candidat aux élections législatives anticipées du 1er novembre 2022, lors desquelles il ne remporte pas de siège, mais devient le premier suppléant de l'Alliance libérale dans sa circonscription du Jutland du Sud. À ce titre, il siège quelques jours au Folketing comme membre temporaire en décembre 2023, pendant une absence d'Henrik Dahl. Il devient député de plein exercice le 16 juillet 2024, après que Dahl ait quitté son mandat après son élection comme député européen. Il devient alors le porte-parole de son groupe parlementaire pour les questions ecclésiastiques, l'intérieur et le logement.